# Moisés Dagdug Lützow
Moisés Félix Dagdug Lützow (18 de junio de 1950-Villahermosa, Tabasco, 20 de febrero de 2016) fue un político y empresario de medios de comunicación mexicano, miembro del Partido de la Revolución Democrática, fue diputado federal de 2006 a 2009.
Era ingeniero mecánico electricista y tenía una maestría en Administración de Empresas Paraestatales, fue subgerente en el Fondo Nacional de Fomento al Turismo (FONATUR) y posteriormente se dedicó a actividades empresariales privadas, principalmente en el ramo de los medios de comunicación en el estado de Tabasco, siendo dueño de la estación de radio XEVX-AM La Grande de Tabasco. En 2006 fue elegido diputado federal por el III Distrito Electoral Federal de Tabasco a la LX Legislatura para el periodo que concluye en 2009 y en la que se desempeñó como Secretario de la comisión de Radio, Televisión y Cinematografía y como integrante de la comisión de Energía.
El 25 de abril de 2008 un sector del PRD encabezado por el diputado Gerardo Villanueva Albarrán y la presidenta del PRD en el Distrito Federal, Alejandra Barrales, anunciaron que pedirían su expulsión del partido, junto con los diputados Ruth Zavaleta Salgado y Victorio Montalvo Rojas por haber participado en una sesión de la Cámara de Diputados en que se aprobaron modificaciones al estatuto de gobierno del Distrito Federal que prohíben que cualquier partido pueda tener mayoría absoluta en la Asamblea Legislativa del Distrito Federal.
Posteriormente anunció la realización de una consulta telefónica a la ciudadanía del estado de Tabasco para consultarla sobre la conveniencia o no de la reforma petrolera propuesta por el presidente Felipe Calderón Hinojosa y así decidir el sentido de su voto, según los resultados de esta consulta, la mayoría de los encuestados estuvieron de acuerdo con la propuesta de reforma petrolera.
El 20 de febrero de 2016 fue asesinado a cuchilladas en su residencia de Villahermosa, Tabasco, Fraccionamiento "La Ceiba", por dos hombres, los cuales fueron filmados por las cámaras de seguridad de su domicilio.